# Elmar Reinders
Elmar Reinders (14 de marzo de 1992) es un ciclista profesional neerlandés que desde agosto de 2022 corre para el equipo Team Jayco AlUla.

## Palmarés
2014
- 1 etapa del Tour de Berlín

2015
- Ster van Zwolle

2016
- Tour de Zuidenveld[3]

2021
- Skive-Løbet
- Tour de Zuidenveld
- 1 etapa del Tour de Bretaña

2022
- Bloeizone Elfsteden Fryslan
- 1 etapa del Tour de Olympia
- 1 etapa del Circuito de las Ardenas
- Memorial Arno Wallaard
- 1 etapa del Tour de Bretaña

## Resultados en Grandes Vueltas
| Carrera | Carrera         | 2012 | 2013 | 2014 | 2015 | 2016 | 2017 | 2018 | 2019 | 2020 | 2021 | 2022 | 2023  | 2024 | 2025  |
| ------- | --------------- | ---- | ---- | ---- | ---- | ---- | ---- | ---- | ---- | ---- | ---- | ---- | ----- | ---- | ----- |
|         | Giro de Italia  | —    | —    | —    | —    | —    | —    | —    | —    | —    | —    | —    | —     | —    | —     |
|         | Tour de Francia | —    | —    | —    | —    | —    | —    | —    | —    | —    | —    | —    | 141.º | Ab.  | 140.º |
|         | Vuelta a España | —    | —    | —    | —    | —    | —    | —    | —    | —    | —    | —    | —     | —    | —     |

—: no participa

Ab.: abandono